# 듀웨인 던햄
듀웨인 던햄(영어: Duwayne Dunham 두웨인 더넘[*], 영어 발음: /duˈweɪn/, 본명: 두웨인 로버트 더넘, Duwayne Robert Dunham, 1952년 11월 17일 ~ )은 미국의 영화 감독, 영화 및 텔레비전 편집자이다. 조지 루카스, 데이비드 린치와 협업하여 제다이의 귀환, 블루 벨벳의 편집을 맡았다.

## 참여 작품

### 영화
- 스타워즈 (영화)
- 지옥의 묵시록
- 검은 종마
- 제국의 역습
- 레이더스 (영화)
- 용과 마법 구슬
- 제다이의 귀환
- 살인 수첩 (1985년 영화)
- 블루 벨벳 (영화)
- 체리 2000
- 환상 살인 (1987년 영화)
- 후라이트 나이트 2
- 광란의 사랑
- 머나먼 여정 (1993년 영화)
- K-11 (영화)
- 더 터닝

### 텔레비전
- 트윈 픽스
- JAG (드라마)
- 제7의 천국 (드라마)
- 스타워즈: 클론 전쟁 (2008년 애니메이션)